# Dysauxes minuta
Dysauxes minuta là một loài bướm đêm thuộc phân họ Arctiinae, họ Erebidae.